# Windows Registry
Windows Registry (регистър на Windows) е йерархична база данни, съхраняваща конфигурационни настройки и опции в операционните системи от семейството на Microsoft Windows, първоначално появила се в Windows 3.1.

## Структура

### Ключове и стойности
В регистъра се съдържат два основни елемента: ключове и стойности.
Ключовете са подобни на папките, а стойностите – на файловете в тях. Ключовете могат да съдържат стойности или подключове. Синтаксисът на пътя на ключовете в регистъра е подобен на този в Windows – използват се наклонени черти, за да се определи нивото на йерархия при достъп. Ключовете трябва да имат име без значение с малки или големи букви и без наклонени черти.
По-долу са изброени седем главни ключа, обикновено кръщавани от операционната система при създаването на регистъра по името на техните константи в Win32 API или чрез синонимни абревиатури:
- HKEY_LOCAL_MACHINE или HKLM
- HKEY_CURRENT_CONFIG или HKCC (само в Windows 9x/Me и NT-базираните версии на Windows)
- HKEY_CLASSES_ROOT или HKCR
- HKEY_CURRENT_USER или HKCU
- HKEY_USERS или HKU
- HKEY_PERFORMANCE_DATA (само в NT-базираните версии на Windows, но невидим в Windows Registry Editor)
- HKEY_DYN_DATA (само в Windows 9x/Me, и невидим в Windows Registry Editor)

Стойностите в регистъра представляват звена, съхраняващи информация и настройки. Те могат да бъдат с различно кодиране и допустима дължина в зависимост от информацията, която съхраняват.
Стандартните типове стойности в регистъра са следните:
| Тип ID | Име                                 | Значение и кодиране на данните, съхранявани в тази стойност                                         |
| ------ | ----------------------------------- | --------------------------------------------------------------------------------------------------- |
| 0      | REG_NONE                            | Няма тип (съхранена стойност, ако има такава)                                                       |
| 1      | REG_SZ                              | Низова стойност, обикновено съхраняваща UTF-16LE.                                                   |
| 2      | REG_EXPAND_SZ                       | Удължена низова стойност, способна да съхранява променливи, обикновено в UTF-16LE.                  |
| 3      | REG_BINARY                          | Бинарни данни                                                                                       |
| 4      | REG_DWORD / REG_DWORD_LITTLE_ENDIAN | 32-битови данни (числа между 0 и 4,294,967,295 [232 – 1])                                           |
| 5      | REG_DWORD_BIG_ENDIAN                | 32-битови данни (числа между 0 и 4,294,967,295 [232 – 1])                                           |
| 6      | REG_LINK                            | Символен линк (Уникод) до друг ключ в регистъра, характеризиращ главен ключ или път до целевия ключ |
| 7      | REG_MULTI_SZ                        | Мултинизова стойност, съдържаща поредица от низове, обикновено съхранявани в UTF-16LE.              |
| 8      | REG_RESOURCE_LIST                   | Ресурсен списък (използван от Plug-n-Play хардуера)                                                 |
| 9      | REG_FULL_RESOURCE_DESCRIPTOR        | Ресурсен дескриптор (използван от Plug-n-Play хардуера)                                             |
| 10     | REG_RESOURCE_REQUIREMENTS_LIST      | Ресурсен списък с изисквания (използван от Plug-n-Play хардуера)                                    |
| 11     | REG_QWORD / REG_QWORD_LITTLE_ENDIAN | 64-битови цели числа                                                                                |

## Главни ключове
HKEY_LOCAL_MACHINE (HKLM)
Съдържа настройки, отнасящи се за локалния компютър.
HKEY_CURRENT_CONFIG
Съдържа информация, събрана по време на работата на операционната система. 

Информацията се обновява при всяко зареждане на операционната система.
HKEY_CLASSES_ROOT (HKCR)
Съдържа информация за регистрираните данни от приложения като например файлови асоциации.
HKEY_USERS (HKU)
Съдържа съответстващи на HKEY_CURRENT_USER ключове, но за всички налични потребители на системата.
HKEY_CURRENT_USER (HKCU)
Съдържа настройки за текущия потребител на системата.
HKEY_PERFORMANCE_DATA
Информация за производителността, събрана по време на работа и докладвана от NT ядрото на операционната система или от други източници като системни драйвери например. Обновява се при всяко зареждане на операционната система.
HKEY_DYN_DATA
Ключът се използва само в Windows 95, Windows 98 и Windows Me.
Съдържа информация за хардуера и мрежови статистики.

## Редактиране
Редактирането на регистъра се извършва чрез вградения в Windows инструмент Registry Editor (regedit.exe) или чрез друг алтернативен софтуер.
Той позволява редактиране, изтриване и манипулиране на ключове, стойности и стойностни данни, импортиране и експортиране на .REG файлове, търсене на ключове и стойности, както и още много други.

### .REG файлове
.REG файловете са специални файлове с разширение .REG, които позволяват да се експортира и импортира информация в регистъра на Windows. На различните операционни системи от семейството на Microsoft Windows синтаксисът на тези файлове е различен.